# Azamara Journey
Die Azamara Journey (ehemals R Six, Blue Dream) ist ein Kreuzfahrtschiff der Reederei Azamara Cruises, einer Tochtergesellschaft von Royal Caribbean Cruises Ltd.

## Geschichte
Das Schiff wurde 2000 von der Werft Chantiers de l’Atlantique in Saint-Nazaire als sechstes Schiff der acht Schiffe umfassenden „R-Klasse“ für die Reederei Renaissance Cruises gebaut und erhielt den Namen R Six. Das Schiff wurde Anfang 2001 an die Firma Cruiseinvest verkauft. Aufgrund Zahlungsunfähigkeit stellte Renaissance Cruises Ende September 2001 den Betrieb ein und die R Six wurde bis Mitte 2003 aufgelegt. 
Nach der Insolvenz von Renaissance Cruises wurde die R Six an die Reederei Pullmantur Cruises verchartert und von dieser unter dem Marketingnamen Blue Star für Kreuzfahrten eingesetzt, trug jedoch offiziell nach wie vor ihren bisherigen Namen. Ab Juli 2005 trug das Schiff den Namen Blue Dream. Ab 2006 wurde das Schiff von Pullmantur eingesetzt. Royal Caribbean Cruises Ltd., seit 2006 die Muttergesellschaft von Pullmantur, übertrug die Blue Dream am 15. Dezember 2008 an ihre neue Tochtergesellschaft Azamara Cruises, wo sie in Azamara Journey umgetauft wurde und seither mit ihrem Schwesterschiff Azamara Quest, der ehemaligen R Seven, weltweit für Kreuzfahrten eingesetzt wird. Azamara Cruises wurde inzwischen in Azamara Club Cruises umbenannt.

## Ausstattung
Das Schiff verfügt über 355 Passagierkabinen, 26 davon Innenkabinen. Sie sind zwischen 14,6 m² (die kleinsten Innenkabinen) und 52 m² (Penthouse Suite, 73 m² mit Veranda) groß. Neben einem Hauptrestaurant, einem Buffetrestaurant und zwei Spezialitätenrestaurants sind Pool-Grill und -Bar, ein Café, eine Innenbar sowie die „Looking Glass“-Aussichtslounge als Lokalitäten mit Bedienung vorhanden. Zu den weiteren Einrichtungen gehören der Außenpool, ein Fitnesscenter, ein Casino, eine Showlounge mit Tanzfläche sowie eine Bibliothek.

## Ansichten

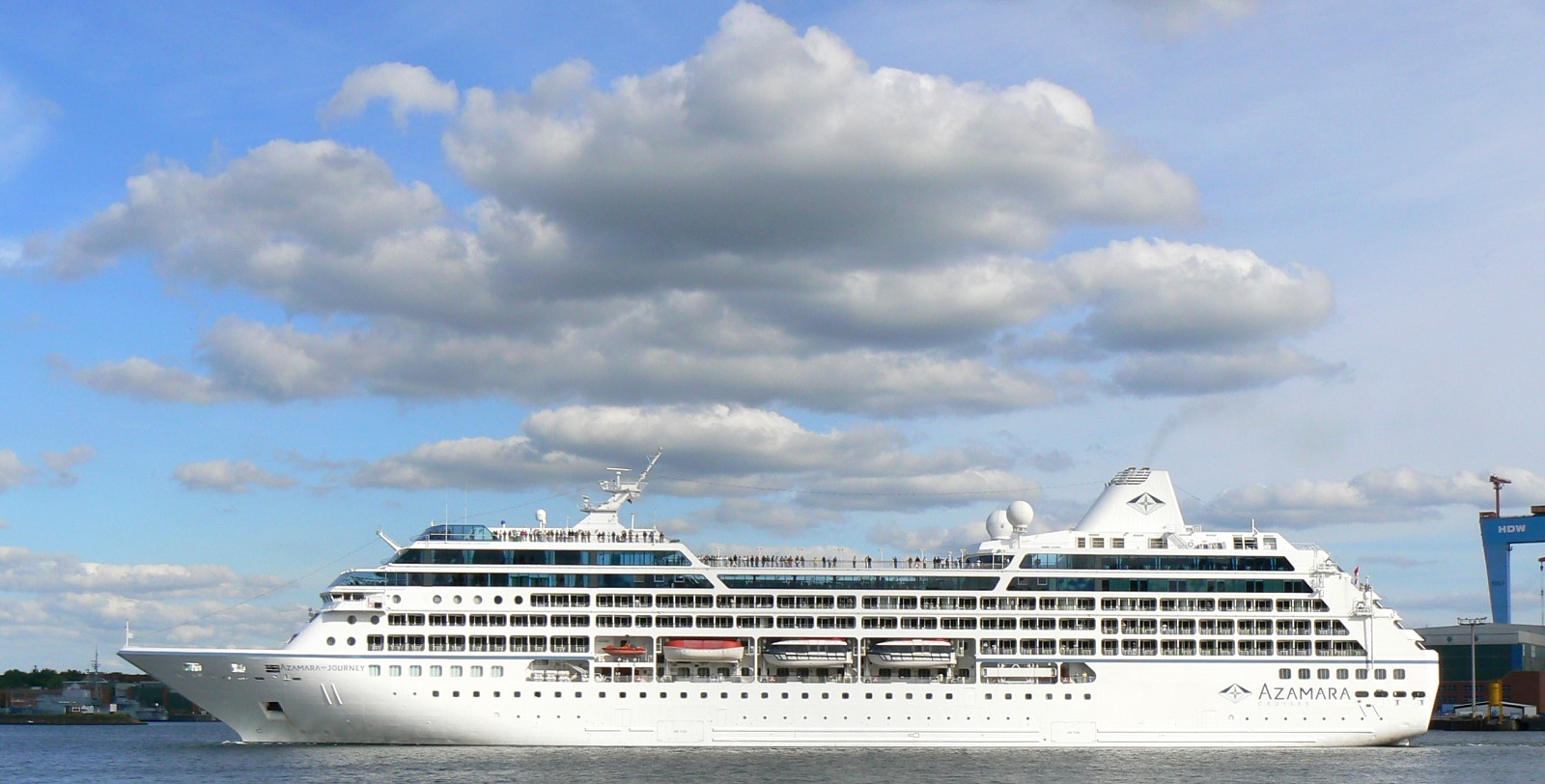
2008 in Kiel
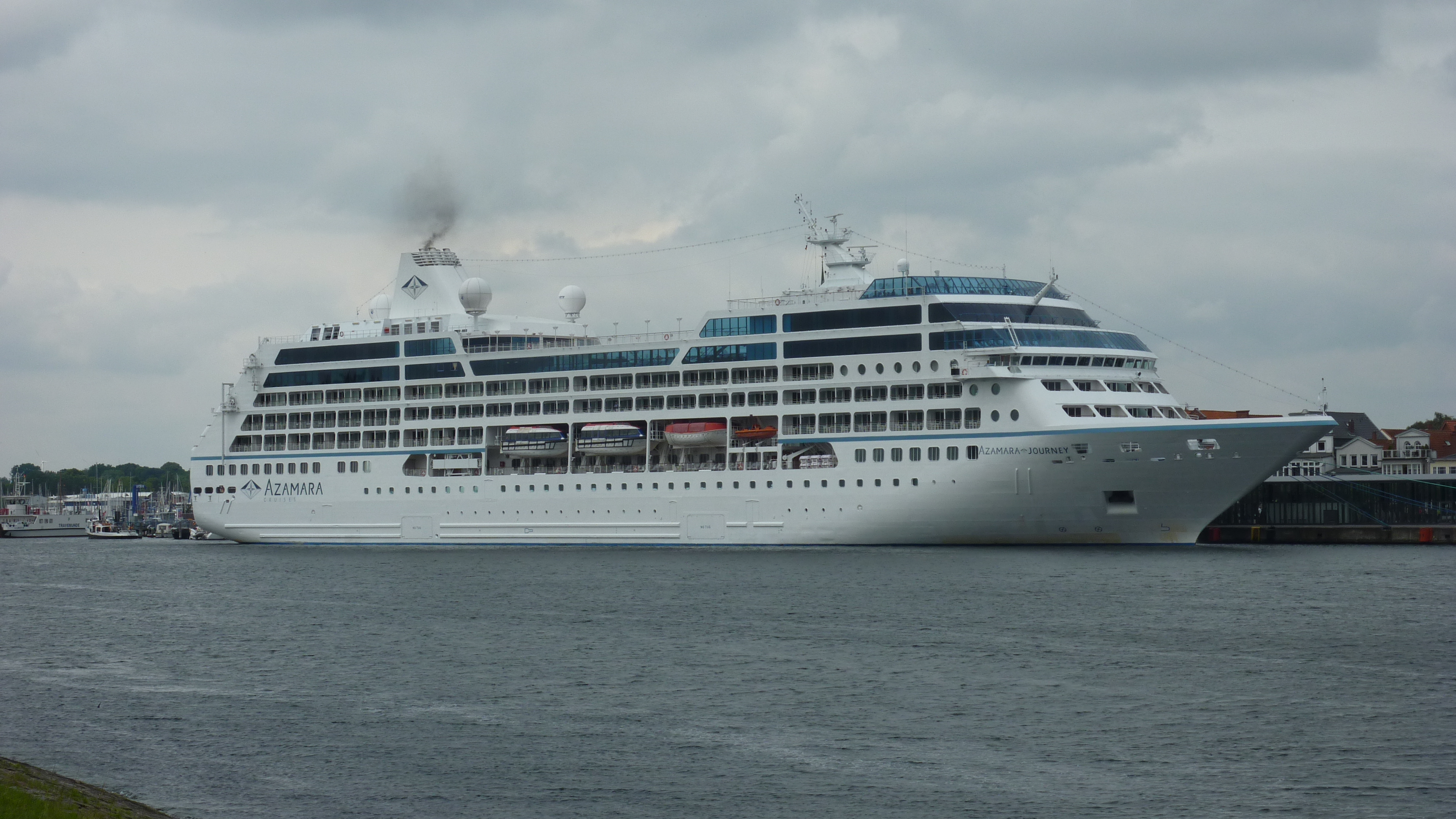
2009 in Travemünde
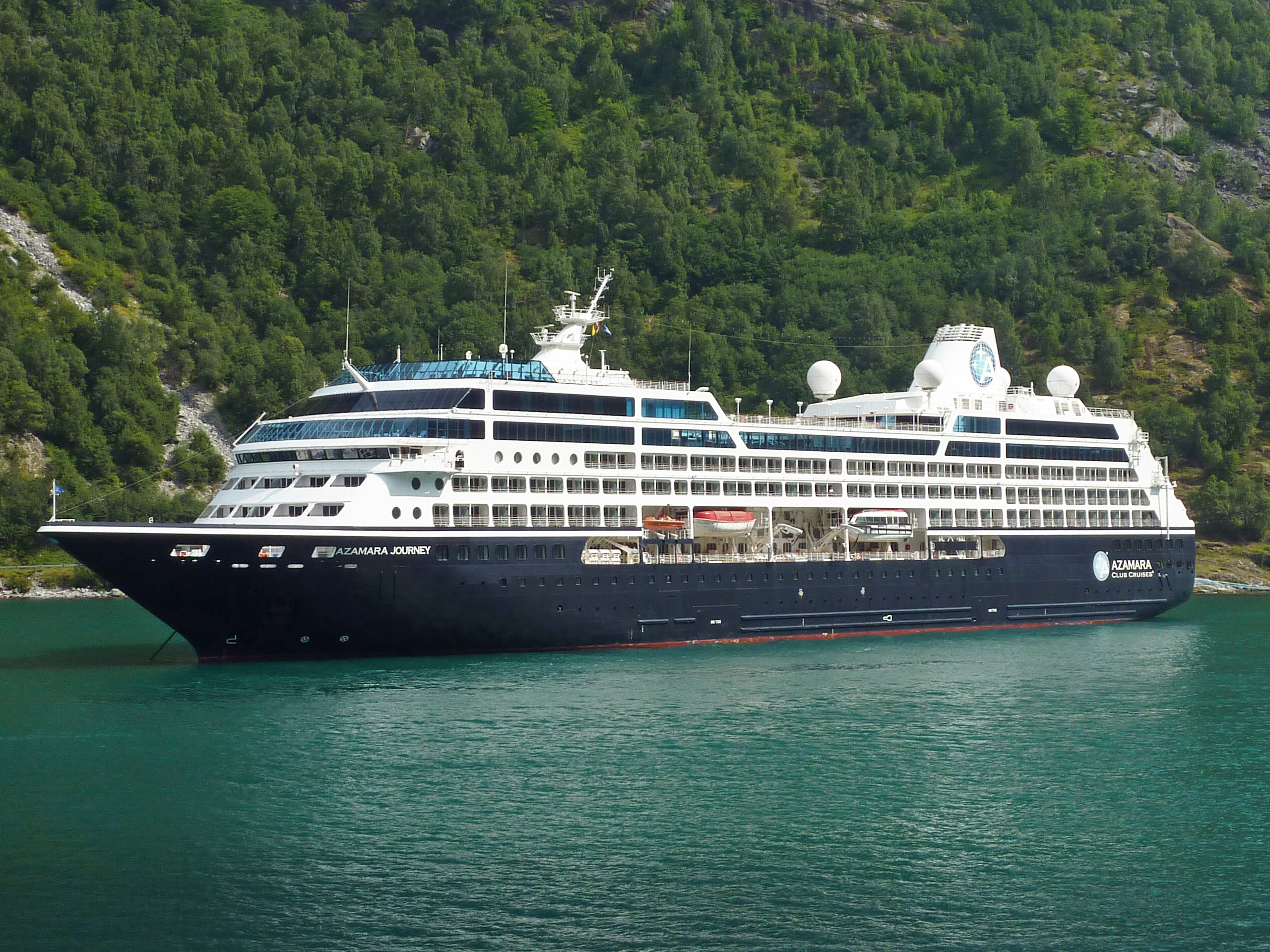
2014 im Geiranger-Fjord